# 우르가 (영화)
우르가(러시아어: У́рга — территория любви, 영어: Urga, Close to Eden)는 러시아(구 소련)에서 제작된 니키타 미할코프 감독의 1991년 드라마 영화이다. 블라디미르 코스츠킨 등이 주연으로 출연하였고 미쉘 세이두 등이 제작에 참여하였다.

## 줄거리
몽골 양치기 곰보는 내몽골 자치구의 유르트에서 아내, 세 자녀, 어머니와 함께 산다. 곰보는 아내와의 성관계를 원하지만, 아내는 네 번째 아이를 가지는 것이 중국 법을 위반하는 일이라 불편해한다. 한편, 우스꽝스러운 러시아 트럭 운전사 세르게이는 졸음운전을 하다가 아슬아슬하게 멈춰 서서 자신을 깨우려 한다. 그는 스트레칭을 하다가 장난을 치고, 결국 길을 벗어난다. 그는 시체를 발견하고 서둘러 트럭으로 돌아가다가 실수로 강에 빠진다. 다시 유르트로 돌아와서, 가족은 소박하고 전통적인 사람들로 묘사된다. 그들은 손으로 직물을 짜고, 가죽 작업을 위해 말 수레를 사용하는 등 간단한 작업을 함께 한다. 곰보의 취한 말을 탄 친척이 장면을 가로질러 말을 타고 지나가다가 멈춰 서서 실베스터 스탤론이 근육질의 총을 든 모습으로 그려진 코브라 영화 포스터를 그들에게 준다.
얼마 후, 세르게이는 곰보에게 구조되어 그의 가족 유르트로 옮겨진다. 곰보의 어린 아들은 세르게이의 등에 있는 문신, 특히 악보 문신에 깜짝 놀란다. 곰보가 가족과 함께 양을 도살하고 요리하는 일상적이고 깔끔한 작업을 시작하자 세르게이는 경악하며 코믹한 장면이 펼쳐진다. 세르게이가 용감하게 양고기와 양고기 육수를 먹는 동안 우리는 계속 즐거워한다. 어느 시점에 우리는 썩은 고기를 먹는 새들이 인간의 시체를 먹고 있던 것이 아님을 알게 된다. 곰보는 영화 포스터를 자랑한다. 곰보의 어린 딸은 아코디언을 연주하고, 세르게이는 전쟁에서 싸웠던 것을 회상하며 먼 곳을 응시한다. 다음 날 아침, 곰보의 취한 말을 탄 친척이 말을 타고 지나가다가 멈춰 서서 곰보와 그의 아내에게 사과와 삶은 달걀을 준다.
곰보와 세르게이는 함께 가장 가까운 도시로 간다. 곰보는 콘돔을 사야 하지만, 대신 마을을 돌아다니는 것을 선택한다. 다른 곳에서 세르게이는 여자친구와 시간을 보내고 섹스를 한다. 곰보의 취한 말을 탄 친척이 그들의 방 밖 복도를 말을 타고 지나가다가 멈춰 서서 문 위로 엿보고 낄낄거린다. 그는 커플이 끝날 때까지 복도에 갇혀 있는 여자의 아들에게 사과를 준다. 나중에 곰보, 세르게이, 친구 한 명이 나이트클럽에서 만난다. 전직 군악대원인 세르게이는 술에 취해 밴드에게 자신의 문신에 있는 노래인 "만주 언덕에서"를 연주하게 하고 자신은 노래를 따라 부른다. 그는 체포되지만 도시에 사는 곰보의 삼촌에 의해 보석으로 풀려난다.
곰보는 집으로 돌아오고, 도중에 멈춰 서서 식사를 한다. 그는 자전거와 TV를 샀다는 것을 알 수 있다. 그는 잠이 들고, 취한 말을 탄 친척이 칭기즈 칸으로, 아내가 칸의 아내로 나오는 이상한 꿈을 꾼다. 칸은 흰 독수리가 그려진 검은 깃발을 휘날린다. 꿈속에서 그와 세르게이 모두 붙잡혀 죽임을 당하고, TV는 파괴된다.
곰보는 꿈에서 깨어나 TV와 다른 물건들을 가지고 집으로 돌아온다. 가족 구성원들은 새로운 물건들과 정형적인 방식으로 상호작용한다: 곰보는 어머니에게 포장재의 에어캡을 주고, 어머니는 한 번에 하나의 공기 방울씩 터뜨리기 시작한다; 딸은 자전거의 종을 가지고 놀고, 아들은 TV가 담겨 있던 상자에서 튀어나온다. 곰보는 아내를 무시하고, 아내는 저녁 식사 준비를 위해 계속 앉아서 반죽을 한다. 곰보는 아이들과 함께 TV와 작은 풍력 터빈을 설치한다.
그와 그의 가족은 뉴스 방송, 미국과 러시아 대통령이 평화적인 상호작용에 공식적으로 동의하는 장면, 그리고 형편없이 노래하는 버라이어티 쇼를 번갈아 시청한다. TV는 영화 포스터 아래에 놓여 있다. 곰보의 아내는 그가 콘돔을 사지 않았다는 것을 알고 슬퍼하며 유르트를 떠난다. 우리는 TV에서 그녀를 보고, 그녀는 남편에게 따라오라는 손짓을 한다. 곰보는 따라가서 유르트를 떠나고, TV에 나타나서 그녀를 따라 스텝으로 나간다. 그리고 우르가(동물을 잡는 데 사용되는 끝에 올가미가 달린 긴 막대기)를 땅에 박아 커플이 친밀한 관계를 맺고 있다는 전통적인 신호를 보낸다. 행복한 가족 구성원들과 세르게이의 장면들이 나온다. 장면은 우르가로 돌아오고, 이 시기에 잉태된 곰보의 넷째 아들의 내레이션으로 영화는 끝난다. 우르가는 연기를 내뿜는 산업 굴뚝으로 대체된다.

## 출연

### 주연
- 블라디미르 코스츠킨

### 조연
- 니키타 미할코프

## 제작진
- 미술: 알렉세이 레브첸코